# The Arches Provincial Park

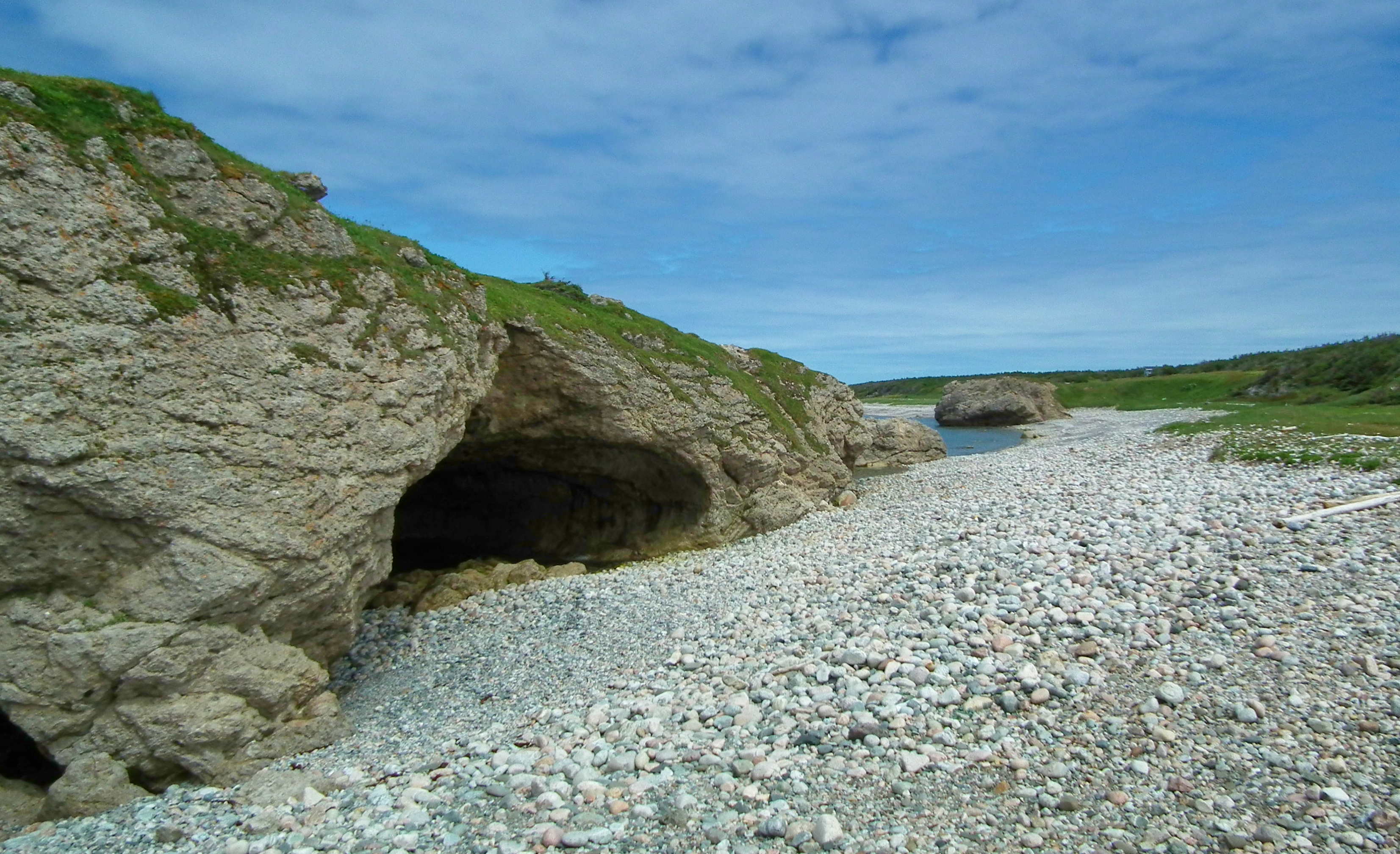

Der The Arches Provincial Park ist ein Provinzpark im Westen der zur kanadischen Provinz Neufundland und Labrador gehörenden Insel Neufundland. 

## Lage
Der 13 ha große Provinzpark wurde 1980 gegründet. Er liegt an der Küste des Sankt-Lorenz-Golfs etwa 130 km nördlich von Corner Brook sowie 17 km nördlich der Parkgrenze des Gros-Morne-Nationalparks. Die Route 430 führt an dem Provinzpark vorbei. Nächster Ort ist das 10 km südlich gelegene Parson’s Pond. Der Provinzpark bietet nur Infrastruktur für Tagesnutzung (Picknick-Plätze, Plumpsklo).

## The Arches
Attraktion des Provinzparks ist eine  am Strand gelegene Felsformation mit mehreren natürlichen Felsbögen. Diese entstanden hauptsächlich durch die Gewalt der Gezeiten.
Vor etwa 480 Millionen Jahren wurden große Mengen an Kalkstein vom Rand eines kontinentalen Schelfs erodiert und auf dem Meeresgrund eines damaligen Ozeans in Form von Kalksteinschichten abgelagert. Vor etwa 460 Millionen Jahren während einer Zeit kontinentaler Drift verursachte die Kollision der Afrikanischen mit der Nordamerikanischen Platte die Entstehung eines Gebirgsgürtels entlang dem Ostrand des heutigen Nordamerikas. Die Kalksteinschichten wurden gefaltet, gekippt und gebrochen. Der Kalkstein glitt nach Westen und kam oberhalb weichem Schiefer zum Stehen.
Die Felsbögen entstanden über einen Zeitraum von mehreren Millionen Jahren aus einer Kombination aus Gletscherkräften, Erosion durch Wind und Wasser sowie andere geologische Einflüsse. Damals lag der Meeresspiegel noch höher und das Gesteinsgebilde war den Kräften der Gezeiten ausgesetzt. Starke Stürme nagen weiterhin am Gestein der Felsformation. In weiter Zukunft werden von dem Gesteinsgebilde wahrscheinlich nur noch Felstürme oder Brandungspfeiler übrig bleiben, wie diese bei Harbour Mille an der Fortune Bay nördlich von Marystown.